# Lista de consortes de França
Esta é uma lista de consortes de França; uma vez que nesse país imperava a lei sálica, nunca uma rainha governou por direito próprio (suo jure) o reino de França.

## Dinastia carolíngia

### Dinastia Carolíngia
| Nº | Nome                    |  | De                    | Até                   | Casa Originária           | Consorte de     | Filha de                                                       |
| -- | ----------------------- |  | --------------------- | --------------------- | ------------------------- | --------------- | -------------------------------------------------------------- |
| 1  | Berta de Laon           |  | Novembro de 751       | 24 de setembro de 768 | Casa de Laon              | Pepino, o Breve | Cariberto de Laon e de Berta da Baviera.                       |
| 2  | Himiltrude              |  | 24 de setembro de 768 | 769                   |                           | Carlos Magno    |                                                                |
| 3  | Desiderata da Lombardia |  | 770                   | 771                   | Casa Lombarda (Lombardia) | Carlos Magno    | Desidério, Rei dos Lombardos e de Ansia, Rainha dos Lombardos. |
| 4  | Hildegarda de Vinzgouw  |  | 771                   | 30 de abril de 783    | Casa de Vinzgau           | Carlos Magno    | Geraldo I de Vintzgau e de Ema da Alamânia.                    |
| 5  | Fastrada da Francônia   |  | Outubro de 783        | 10 de agosto de 794   |                           | Carlos Magno    | Rodolfo da Francônia e de Aeda da Baviera.                     |
| 6  | Luitgarda da Alamânia   |  | 794                   | 4 de junho de 800     | Casa de Sundgau           | Carlos Magno    | Luitfrid II de Sundgau e de Hiltrude de Wormsgau.              |
| 7  | Ermengarda de Hesbaye   |  | 28 de janeiro de 814  | 3 de outubro de 818   | Casa de Hesbaye           | Luís I          | Ingerman de Hesbaye e de Hedwig de Bavariaa.                   |
| 8  | Judite da Baviera       |  | Fevereiro de 818      | 20 de julho de 840    |                           | Luís I          | Guelfo I de Altdorf e de Heilwige.                             |
| 9  | Ermentrude de Orleães   |  | 14 de dezembro de 842 | 6 de outubro de 869   | Casa de Orleães           | Carlos II       | Eudo I de Orleães e de Ingeltrude de Fezensac.                 |
| 10 | Riquilda da Provença    |  | 22 de janeiro de 870  | 6 de outubro de 877   |                           | Carlos II       | Bivín de Viena e de Riquilda de Arles.                         |
| 11 | Adelaide de Paris       |  | 6 de outubro de 877   | 10 de abril de 879    | Casa de Friuli            | Luís II         | Adalard de Paris, Marquês de Friuli                            |
| 12 | Santa Ricarda da Suábia |  | 12 de dezembro de 884 | 13 de janeiro de 888  | Casa de Nordgau           | Carlos, o Gordo | Erchanger de Nordgau.                                          |
| 13 | Teodorada de Troyes     |  | 13 de janeiro de 888  | 1 de fevereiro de 898 | Casa de Troyes            | Odo I           |                                                                |
| 14 | Frederuna de Ringelheim |  | 906                   | 917                   | Casa de Rhingildim        | Carlos III      | Teodorico II de Ringelheim e de Rhingildim da Frísia           |
| 15 | Edgiva de Wessex        |  | 919                   | 29 de junho de 922    | Casa de Wessex            | Carlos III      | Eduardo, o Velho, Rei da Inglaterra e de Elfleda de Wessex.    |
| 16 | Beatriz de Vermandois   |  | 29 de junho de 922    | 15 de junho de 923    | Dinastia Carolíngia       | Roberto I       | Herberto I de Vermandois e de Berta de Morvois.                |
| 17 | Ema da França           |  | 15 de junho de 923    | 15 de janeiro de 936  | Dinastia Carolíngia       | Raul I          | Roberto I de França e de Béatrice de Vermandois.               |
| 18 | Gerberga da Saxônia     |  | 939                   | 30 de setembro de 954 | Dinastia otoniana         | Luís IV         | Henrique I da Germânia e de Santa Matilde de Ringelheim.       |
| 19 | Ema da Itália           |  | 965                   | 2 de março de 896     | Casa dos Bosonidas        | Lotário I       | Lotário II da Itália e de Santa Adelaide da Itália.            |

## Dinastia capetiana
| Nº | Nome                                 |  | De                     | Até                    | Casa Originária                                     | Consorte de | Filha de                                                                         |
| -- | ------------------------------------ |  | ---------------------- | ---------------------- | --------------------------------------------------- | ----------- | -------------------------------------------------------------------------------- |
| 20 | Adelaide da Aquitânia                |  | 987                    | 24 de outubro de 996   | Dinastia de Poitiers (Aquitânia)                    | Hugo Capeto | Guilherme III, Duque da Aquitânia e de Adela da Normandia, duquesa da Aquitânia. |
| 21 | Rosália de Ivrea                     |  | 24 de outubro de 996   | 996                    | Anscáridas (Flandres)                               | Roberto II  | Berengário II da Itália e de Willa III Toscânia-Arles.                           |
| 22 | Berta da Borgonha                    |  | 996                    | 1000                   | Dinastia de Borgonha (Borgonha)                     | Roberto II  | Conrado I da Borgonha e de Matilde de França.                                    |
| 23 | Constança de Arles                   |  | 1003                   | 20 de julho de 1031    | Dinastia Capetiana (Provença)                       | Roberto II  | Guilherme I da Provença e de Adelaide Branca de Anjou.                           |
| 24 | Matilde da Frísia                    |  | 1034                   | 1044                   | Dinastia de Brunonen (Frísia)                       | Henrique I  | Luidolfo da Frísia e de Gertrude de Egisheim.                                    |
| 25 | Ana de Kiev                          |  | 19 de maio de 1051     | 04 de agosto de 1060   | Dinastia ruríquida (Rússia)                         | Roberto II  | Jaroslau I, o Sábio e de Ingegerda da Suécia.                                    |
| 26 | Berta da Holanda                     |  | 1072                   | 1092                   | Dinastia de Holanda (Holanda)                       | Filipe I    | Floris I da Holanda e de Gertrude da Saxónia.                                    |
| 27 | Bertranda de Monforte                |  | 27 de maio de 1092     | 29 de julho de 1108    | Dinastia de Montfort (Bretanha)                     | Filipe I    | Simão I de Montfort e de Inês de Évreux.                                         |
| 28 | Adelaide de Saboia                   |  | 3 de agosto de 1115    | 01 de agosto de 1137   | Casa de Sabóia (Itália)                             | Luís VI     | Humberto II de Saboia e de Gisela de Borgonha.                                   |
| 29 | Leonor da Aquitânia                  |  | 1 de agosto de 1137    | 21 de março de 1152    | Dinastia de Poitiers (Aquitânia)                    | Luís VII    | Guilherme X da Aquitânia e de Leonor de Châtellerault.                           |
| 30 | Constança de Castela                 |  | 1154                   | 04 de outubro de 1160  | Dinastia de Borgonha (Castela)                      | Luís VII    | Afonso VII de Leão e Castela e de Berengária de Barcelona.                       |
| 31 | Adélia de Champanhe                  |  | 13 de outubro de 1160  | 18 de outubro de 1180  | Dinastia de Champagne                               | Luís VII    | Teobaldo IV de Blois e de Matilde da Caríntia.                                   |
| 32 | Isabel de Hainaut                    |  | 28 de abril de 1180    | 15 de março de 1190    | Casa de Hainaut (Flandres)                          | Filipe II   | Balduíno V de Hainaut e de Margarida I da Flandres.                              |
| 33 | Ingeborg da Dinamarca (primeira vez) |  | 15 de agosto de 1193   | 05 de novembro de 1193 | Casa de Estridsen (Dinamarca)                       | Filipe II   | Valdemar I da Dinamarca e de Sofia de Minsque.                                   |
| 34 | Inês de Merânia                      |  | 1 de junho de 1196     | 1200                   | Casa de Andechs                                     | Filipe II   | Bertoldo IV de Merânia e de Inês de Wettin.                                      |
| -  | Ingeborg da Dinamarca (segunda vez)  |  | 1200                   | 14 de julho de 1223    | Casa de Estridsen (Dinamarca)                       | Filipe II   | Valdemar I da Dinamarca e de Sofia de Minsque.                                   |
| 35 | Branca de Castela                    |  | 14 de julho de 1223    | 9 de novembro de 1226  | Dinastia de Borgonha (Castela)                      | Luís VIII   | Afonso VIII de Leão e Castela e de Leonor da Inglaterra.                         |
| 36 | Margarida da Provença                |  | 27 de maio de 1134     | 25 de agosto de 1270   | Casa de Aragão (Provença)                           | Luís IX     | Raimundo Berengário V da Provença e de Beatriz de Saboia.                        |
| 37 | Isabel de Aragão                     |  | 25 de agosto de 1170   | 28 de janeiro de 1271  | Casa de Aragão (Aragão)                             | Filipe III  | Jaime I de Aragão e de Iolanda da Hungria.                                       |
| 38 | Maria de Brabante                    |  | 24 de junho de 1275    | 05 de outubro de 1285  | Dinastia de Reginar (Brabante)                      | Filipe III  | Henrique III de Brabante e de Adelaide da Borgonha.                              |
| 39 | Joana I de Navarra                   |  | 05 de outubro de 1286  | 04 de abril de 1305    | Casa de Champagne (Navarra)                         | Filipe IV   | Henrique I de Navarra e de Branca de Artois.                                     |
| 40 | Margarida da Borgonha                |  | 29 de novembro de 1314 | 15 de agosto de 1315   | Dinastia de Borgonha (Borgonha)                     | Luís X      | Roberto II, Duque da Borgonha e de Inês da França.                               |
| 41 | Clemência da Hungria                 |  | 19 de agosto de 1315   | 5 de junho de 1316     | Casa de Anjou (Hungria)                             | Luís X      | Carlos Martel de Anjou e de Clemência de Habsburgo.                              |
| 42 | Joana II da Borgonha                 |  | 20 de novembro de 1316 | 03 de janeiro de 1322  | Casa de Chalon-Arlay (Borgonha                      | Filipe V    | Otão IV da Borgonha e de Matilde de Artois.                                      |
| 43 | Branca da Borgonha                   |  | 3 de janeiro de 1322   | 19 de maio de 1322     | Casa de Chalon-Arlay (Borgonha)                     | Carlos IV   | Otão IV da Borgonha e de Matilde de Artois.                                      |
| 44 | Maria de Luxemburgo                  |  | 1322                   | 26 de março de 1324    | Casa de Luxemburgo (Sacro Império Romano-Germânico) | Carlos IV   | Henrique VII, Sacro Imperador Romano-Germânico e de Margarida de Brabante.       |
| 45 | Joana de Évreux                      |  | 05 de julho de 1325    | 1 de fevereiro de 1328 | Dinastia capetiana (França)                         | Carlos IV   | Luís de Évreux e de Margarida de Artois.                                         |

## Casa de Valois
| Nome                                                                      | Retrato | Nascimento                                                                                      | Cônjuge                                         | Morte                             |
| ------------------------------------------------------------------------- | ------- | ----------------------------------------------------------------------------------------------- | ----------------------------------------------- | --------------------------------- |
| Joana de Borgonha 1 de abril de 1328 – 12 de setembro de 1348             |         | 1293/1294 filha de Roberto II, Duque da Borgonha e Inês da França                               | Filipe VI julho de 1313 9 filhos                | 12 de dezembro de 1349 55/56 anos |
| Branca de Navarra 29 de janeiro de 1350 – 22 de agosto de 1350            |         | 1333 filha de Filipe III de Navarra e Joana II de Navarra                                       | Filipe VI 29 de janeiro de 1350 1 filha         | 5 de outubro de 1398 65 anos      |
| Joana I de Auvérnia 22 de agosto de 1350 – 29 de setembro de 1360         |         | 8 de maio de 1326 filha de Guilherme XII, Conde de Auvérnia e Margarida de Évreux               | João II 9 de fevereiro de 1350 3 filhos         | 29 de setembro de 1360 34 anos    |
| Joana de Bourbon 8 de abril de 1364 – 6 de fevereiro de 1378              |         | 3 de fevereiro de 1338 filha de Pedro I de Bourbon e Isabel de Valois                           | Carlos V 8 de abril de 1350 9 filhos            | 6 de fevereiro de 1378 40 anos    |
| Isabel da Baviera 17 de julho de 1385 – 22 de outubro de 1422             |         | c. 1370 filha de Estêvão III da Baviera e Tadeia Visconti                                       | Carlos VI 17 de julho de 1385 12 filhos         | 24 de setembro de 1435 65 anos    |
| Maria de Anjou 21 de outubro de 1422 – 21 de julho de 1461                |         | 14 de outubro de 1404 filha de Luís II, Duque de Anjou e Iolanda de Aragão                      | Carlos VII 2 de junho de 1422 14 filhos         | 29 de novembro de 1463 59 anos    |
| Carlota de Saboia 22 de julho de 1461 – 30 de agosto de 1483              |         | 11 de novembro de 1441 filha de Luís, Duque de Saboia e Ana de Lusignan                         | Luís XI 14 de fevereiro de 1451 8 filhos        | 1 de dezembro de 1483 42 anos     |
| Ana da Bretanha 6 de dezembro de 1491 – 7 de abril de 1498 (primeira vez) |         | 25 de janeiro de 1477 filha de Francisco II da Bretanha e Margarida de Foix                     | Carlos VIII 6 de dezembro de 1491 4 filhos      | 9 de janeiro de 1514 36 anos      |
| Joana de Valois 7 de abril de 1498 – 17 de dezembro de 1498               |         | 23 de abril de 1464 filha de Luís XI de França e Carlota de Saboia                              | Luís XII 8 de setembro de 1476 sem filhos       | 4 de fevereiro de 1505 40 anos    |
| Ana da Bretanha 8 de janeiro de 1499 – 9 de janeiro de 1514 (segunda vez) |         | 25 de janeiro de 1477 filha de Francisco II da Bretanha e Margarida de Foix                     | Luís XII 8 de janeiro de 1499 2 filhas          | 9 de janeiro de 1514 36 anos      |
| Cláudia de França 1 de janeiro de 1515 – 20 de julho de 1524              |         | 13 de outubro de 1499 filha de Luís XII de França e Ana da Bretanha                             | Francisco I 18 de maio de 1514 7 filhos         | 20 de julho de 1524 24 anos       |
| Leonor da Áustria 4 de julho de 1530 – 31 de março de 1547                |         | 15 de novembro de 1498 filha de Filipe I de Castela e Joana de Castela                          | Francisco I 4 de julho de 1530 sem filhos       | 25 de fevereiro de 1558 59 anos   |
| Catarina de Médici 31 de março de 1547 – 10 de julho de 1559              |         | 13 de abril de 1519 filha de Lourenço II de Médici e Madalena de La Tour de Auvérnia            | Henrique II 28 de outubro de 1533 10 filhos     | 5 de janeiro de 1589 69 anos      |
| Maria da Escócia 10 de julho de 1559 – 5 de dezembro de 1560              |         | 7/8 de dezembro de 1542 filha de Jaime V da Escócia e Maria de Guise                            | Francisco II 24 de abril de 1558 sem filhos     | 8 de fevereiro de 1587 44 anos    |
| Isabel da Áustria 26 de novembro de 1570 – 30 de maio de 1574             |         | 5 de julho de 1554 filha de Maximiliano II do Sacro Império Romano-Germânico e Maria da Áustria | Carlos IX 26 de novembro de 1570 1 filha        | 22 de janeiro de 1592 37 anos     |
| Luísa de Lorena 14 de fevereiro de 1575 – 2 de agosto de 1589             |         | 5 de julho de 1554 filha de Nicolau, Duque de Mercoeur e Margarida de Egmont                    | Henrique III 14 de fevereiro de 1575 sem filhos | 29 de janeiro de 1601 47 anos     |

## Casa de Bourbon
| Nome                                                                   | Retrato | Nascimento                                                                                             | Cônjuge                                     | Morte                         |
| ---------------------------------------------------------------------- | ------- | --- | ------------------------------------------- | ----------------------------- |
| Margarida de Valois 2 de agosto de 1589 – 17 de dezembro de 1599       |         | 14 de maio de 1553 filha de Henrique II de França e Catarina de Médici                                 | Henrique IV 18 de agosto de 1572 sem filhos | 27 de março de 1615 61 anos   |
| Maria de Médici 17 de dezembro de 1600 – 14 de maio de 1610            |         | 26 de abril de 1575 filha de Francisco I de Médici, Grão-Duque da Toscana e Joana da Áustria           | Henrique IV 17 de dezembro de 1600 6 filhos | 3 de julho de 1642 67 anos    |
| Ana da Áustria 24 de novembro de 1615 – 14 de maio de 1643             |         | 22 de setembro de 1601 filha de Filipe III da Espanha e Margarida da Áustria                           | Luís XIII 24 de novembro de 1615 2 filhos   | 20 de janeiro de 1666 64 anos |
| Maria Teresa da Espanha 9 de junho de 1660 – 30 de julho de 1683       |         | 10 de setembro de 1638 filha de Filipe IV da Espanha e Isabel da França                                | Luís XIV 9 de junho de 1660 6 filhos        | 30 de julho de 1683 44 anos   |
| Maria Leszczyńska 5 de setembro de 1725 – 24 de junho de 1768          |         | 23 de junho de 1703 filha de Estanislau I Leszczyński da Polônia e Catarina Opalińska                  | Luís XV 5 de setembro de 1725 10 filhos     | 24 de junho de 1768 65 anos   |
| Maria Antonieta da Áustria 10 de maio de 1774 – 21 de setembro de 1792 |         | 2 de novembro de 1755 filha de Francisco I do Sacro Império Romano-Germânico e Maria Teresa da Áustria | Luís XVI 16 de maio de 1770 4 filhos        | 16 de outubro de 1793 37 anos |

## Casa de Bonaparte
| Nome                                                               | Retrato | Nascimento                                                                                                | Cônjuge                                          | Morte                          |
| ------------------------------------------------------------------ | ------- | --- | ------------------------------------------------ | ------------------------------ |
| Josefina de Beauharnais 18 de maio de 1804 – 10 de janeiro de 1810 |         | 23 de junho de 1763 filha de Joseph-Gaspard de Tascher de La Pagerie e Rose Claire des Vergers de Sannois | Napoleão Bonaparte 9 de março de 1796 sem filhos | 29 de maio de 1814 50 anos     |
| Maria Luísa da Áustria 1 de abril de 1810 – 22 de junho de 1815    |         | 12 de dezembro de 1791 filha de Francisco I da Áustria e Maria Teresa das Duas Sicílias                   | Napoleão Bonaparte 1 de abril de 1810 1 filho    | 17 de dezembro de 1847 56 anos |

## Casa de Orleães
| Nome                                                                         | Retrato | Nascimento                                                                            | Cônjuge                                        | Morte                       |
| ---------------------------------------------------------------------------- | ------- | ------------------------------------------------------------------------------------- | ---------------------------------------------- | --------------------------- |
| Maria Amélia das Duas Sicílias 9 de agosto de 1830 – 24 de fevereiro de 1848 |         | 26 de abril de 1782 filha de Fernando I das Duas Sicílias e Maria Carolina da Áustria | Luís Filipe I 25 de novembro de 1809 10 filhos | 24 de março de 1866 83 anos |

## Casa de Bonaparte (restaurada)
| Nome                                                             | Retrato | Nascimento                                                                                | Cônjuge                                    | Morte                       |
| ---------------------------------------------------------------- | ------- | ----------------------------------------------------------------------------------------- | ------------------------------------------ | --------------------------- |
| Eugénia de Montijo 30 de janeiro de 1853 – 4 de setembro de 1870 |         | 5 de maio de 1826 filha de Cipriano de Palafox y Portocarrero e Maria Manuela Kirkpatrick | Napoleão III 29 de janeiro de 1853 1 filho | 11 de julho de 1920 94 anos |